# Samsung Galaxy Z series
Dòng Samsung Galaxy Z là một dòng điện thoại thông minh có thể gập sản xuất bởi Samsung Electronics. Với việc công bố Galaxy Z Flip, điện thoại thông minh có thể gập lại trong tương lai của Samsung sẽ là một phần của dòng Galaxy Z. Trong một cuộc phỏng vấn với Bloomberg News, Samsung xác nhận rằng danh mục thiết bị có thể gập lại của họ đã áp dụng cách đặt tên mới thể hiện cam kết mở rộng danh mục để mang đến nhiều trải nghiệm. Người phát ngôn cho biết thêm rằng 'Z' được chọn cho dòng sản phẩm có thể gập lại mới vì nó truyền đạt trực quan ý tưởng về nếp gấp trong khi mang lại cảm giác năng động, trẻ trung. Danh mục Galaxy Fold trên cổng thông tin Samsung Hoa Kỳ hiện chuyển hướng đến danh mục 'Galaxy Z' mới được thêm vào và thậm chí trang cửa hàng Galaxy Fold đã thay đổi URL của nó để bao gồm biệt danh Galaxy Z.

## Điện thoại

### Samsung Galaxy Fold
Samsung Galaxy Fold là thiết bị smartphone màn hình gập đầu tiên của Samsung, cũng là thiết bị smartphone màn hình gập thương mại thứ hai trên thế giới( sau Royole Flex Pai ). Sản phẩm được tiết lộ bản mẫu vào ngày 7 tháng 11 năm 2018 tại sự kiện cho các nhà phát triến SDC 2018 (Samsung Developer Conference 2018). Sau đó vào ngày 20 tháng 2 năm 2019, sản phẩm được ra mắt chính thức cùng dòng Samsung Galaxy S10, Galaxy Buds thế hệ thứ nhất và Galaxy Watch Active. Theo lịch trình dự kiến ban đầu, Galaxy Fold được lên lịch để bán ra tại các quốc gia nhất định kể từ ngày 26 tháng 4 năm 2019 với mức giá 1999$, gồm 4 phiên bản màu sắc: Đen(Cosmo Black), Bạc(Space Silver), Xanh lá cây(Martian Green), Xanh dương(Astro Blue), đi kèm với cả dịch vụ chọn màu bản lề riêng. Sản phẩm được gửi cho một số các reviewer và các blogger công nghệ có tầm ảnh hưởng vào khoảng giữa tháng tư với đủ cả 4 tùy chọn màu gốc để dùng thử và đánh giá sản phẩm, tuy nhiên một số blogger và reviewer đã báo cáo lại về vấn đề ở độ bền của màn hình sau vài ngày sử dụng. Samsung sau đó nhanh chóng thu hồi lại số sản phẩm đã gửi đi, đồng thời cũng hoãn lại ngày mở bán chính thức để tiếp tục hoàn thiện sản phẩm. 
Vào khoảng tháng 9 năm 2019, Samsung chính thức bán ra Galaxy Fold hoàn thiện với số lượng giới hạn và chỉ có mặt tại ít thị trường nhất định. Sản phẩm giờ đây chỉ có bản 2 màu để chọn, là Đen và Bạc, loại bỏ 2 bản màu là xanh dương và xanh lá cây, cũng như không diễn ra dịch vụ cá nhân hóa màu bản lề như dự tính ban đầu. Sản phẩm cũng có bán chính thức tại thị trường Việt Nam, với giá bán lẻ đề nghị là 50 triệu đồng cho 1 phiên bản duy nhất với dung lượng bộ nhớ 512 GB và đi kèm hỗ trợ mạng di động 5G.

### Samsung Galaxy Z Flip
Samsung Galaxy Z Flip là thiết bị smartphone màn hình gập thứ 2 của Samsung, cũng là thiết bị có khả năng gập được đầu tiên mang tiền tố "Z" của hãng. Máy ra mắt ngày 11 tháng 2 năm 2020. Máy nổi bật với bản lề mới chắc chắn hơn, đi kèm chế độ Flex Mode, một công nghệ giúp màn hình có thể dựng ở bất kỳ góc nào như Máy tính xách tay hiện đại, màn hình phủ lớp bảo vệ bằng kính UTG (Ultra Thin Glass) tăng cường độ bền, thiết kế gập nhỏ gọn và thân thiện hơn so với Fold và sau cùng là giá bán rẻ hơn đáng kể: 1380$ so với 1999$(Giá bán chính thức) đối với giá chính thức tại sự kiện toàn cầu và 36 triệu so với 50 triệu tại Việt Nam. Samsung cũng có ra mắt phiên bản Thom Browne đặc biệt của sản phẩm này, với mức giá 2480$(thị trường Mỹ) cho bộ sản phẩm gồm cả Samsung Galaxy Watch Active 2, Galaxy Buds+ phiên bản Thom Browne và bộ phụ kiện được thiết kế riêng.

### Samsung Galaxy Z Flip 5G
Galaxy Z Flip 5G là phiên bản có hỗ trợ công nghệ mạng di động 5G mới nhất của Galaxy Z Flip. Nó được giới thiệu ngày 22 tháng 7 năm 2020. Phiên bản này có thể coi là thế hệ thứ 2 của dải sản phẩm Flip thuộc dòng Galaxy Z, và so với thế hệ thứ nhất, máy có mặt lưng hoàn thiện nhám mờ, với hai màu là xám và đồng Mystic Bronze tương tự sản phẩm Fold thế hệ thứ 2 và những sản phẩm khác ra mắt trong sự kiện Galaxy Unpacked 2020 tổ chức trực tuyến ngày 5 tháng 8 năm 2020.

### Samsung Galaxy Z Fold 2
Được ra mắt ngày 5 tháng 8 năm 2020, Galaxy Z Fold 2 (viết cách điệu Galaxy Z Fold2) là phiên bản thế hệ thứ 2 thuộc dải sản phẩm Fold thuộc dòng Galaxy Z. So với Galaxy Fold (phiên bản trước đó), máy được trang bị công nghệ Flex Mode cho phần bản lề tiếp tục được nâng cấp nhẹ về độ bền và kính UTG thế hệ tiếp theo, đi kèm với màn hình ngoài có kích thước lớn hơn rõ rệt và viền màn hình được làm mỏng đi đáng kể. Màn hình dẻo bên trong cũng đã loại bỏ phần cắt khoét lớn chứa camera 10 Megapixel và camera cảm biến chiều sâu 8 Megapixel mà thay bằng lỗ khoét nhỏ hình tròn chứa 1 camera duy nhất 10 Megapixel. Mức giá sản phẩm giữ nguyên so với thế hệ trước, ở 1999$ và 50 triệu tại thị trường Việt Nam. Sản phẩm cũng có 1 phiên bản đặc biệt Thom Browne với giá 3299$ cho bộ sản phẩm gồm Samsung Galaxy Watch 3, Galaxy Buds Live phiên bản Thom Brown và bộ phụ kiện thiết kế riêng.

### 2021
- Samsung Galaxy Z Flip 3
- Samsung Galaxy Z Fold 3

### 2022
- Samsung Galaxy Z Flip 4
- Samsung Galaxy Z Fold 4

### 2023
- Samsung Galaxy Z Flip 5
- Samsung Galaxy Z Fold 5

### 2024
- Samsung Galaxy Z Flip 6
- Samsung Galaxy Z Fold 6